# Spondylidae
De Spondylidae is een familie van tweekleppigen uit de orde Pectinoida.

## Geslachten
- Spondylus Linnaeus, 1758